# Kiersten Warren
Kiersten Warren (* 4. November 1965 in Iowa, USA) ist eine US-amerikanische Schauspielerin.

## Leben und Leistungen
Warren debütierte im Jahr 1987 in einer Folge der Fernsehserie Magnum. Für ihre Rolle in der Fernsehserie Alles Okay, Corky?, die sie in den Jahren 1992 und 1993 spielte, wurde sie 1993 für den Young Artist Award nominiert. In den Jahren 1993 und 1994 spielte sie eine der größeren Rollen in der Fernsehserie California College – Action, Fun und heiße Flirts.
Warren spielte im Science-Fiction-Film Der 200 Jahre Mann (1999) die Rolle der Androidin Galatea, der Begleiterin von Andrew Martin, den Robin Williams spielte. In der Komödie Traumpaare (2000) spielte sie Candy Woods, die Ehefrau von Todd Woods (Paul Giamatti). In der Komödie Die göttlichen Geheimnisse der Ya-Ya-Schwestern (2002) mit Sandra Bullock in der Hauptrolle spielte sie die Rolle der jungen Necie Kelleher, die als ältere Frau von Shirley Knight dargestellt wurde. Für ihre Rolle im Abenteuerfilm The Snow Walker – Wettlauf mit dem Tod (2003) wurde sie im Jahr 2006 für den DVDX Award nominiert. Außerdem spielte sie 2006 in der Fernsehserie Desperate Housewives die für einige Folgen wiederkehrende Rolle von Nora Huntington.
Warren heiratete S. Traya, von dem sie die 1981 geborene Tochter Misti Traya hat, die ebenfalls Schauspielerin ist. Nach der Scheidung im Jahr 1985 heiratete sie den Drehbuchautor Jonathan Lemkin, von dem sie 2005 geschieden wurde. Im Jahr 2005 heiratete sie den Schauspieler Kirk Acevedo, mit dem sie eine gemeinsame Tochter hat, die 2004 geboren wurde.
Sie hat eine Enkelin, die 2012 geborene Tochter von Misti Traya.

## Filmografie (Auswahl)
- 1990: Silhouette
- 1992: Fugitive Among Us
- 1992: Fluch der Gräber (Grave Secrets: The Legacy of Hilltop Drive)
- 1996: Independence Day
- 1997: JAG – Im Auftrag der Ehre (Fernsehserie, 1 Folge)
- 1997: Painted Hero
- 1999: Turbulenzen – und andere Katastrophen (Pushing Tin)
- 1999: Der 200 Jahre Mann (Bicentennial Man)
- 1999: Liberty Heights
- 2000: Traumpaare (Duets)
- 2002: Die göttlichen Geheimnisse der Ya-Ya-Schwestern (Divine Secrets of the Ya-Ya Sisterhood)
- 2003: Ein (un)möglicher Härtefall (Intolerable Cruelty)
- 2003: Black Cadillac
- 2003: The Snow Walker – Wettlauf mit dem Tod (The Snow Walker)
- 2004: 30 über Nacht (13 Going on 30)
- 2006: Eulen – Kleine Freunde in großer Gefahr (Hoot)
- 2006: Girls United – Alles oder Nichts (Bring It On: All or Nothing)
- 2006–2012: Desperate Housewives (Fernsehserie)
- 2007: Astronaut Farmer (The Astronaut Farmer)
- 2009: Fringe – Grenzfälle des FBI (Fringe, Fernsehserie)